# Mirab Welega
La zone Mirab Welega ou Ouest Welega (en oromo : Wallagga Dhihaa) est l'une des zones administratives de la région Oromia en Éthiopie. Elle a 1 350 415 habitants en 2007. Son chef-lieu est Gimbi.

## Origine et nom
Gimbi est au XXe siècle la capitale de l'awraja Gimbi dans l'ancienne province du Wellega.
Lors de la réorganisation du pays en régions en 1995, outre une grande partie de l'awraja Gimbi, la zone Mirab Welega reprend initialement le territoire de l'awraja Kelem, et s'étend comme son nom l'indique dans la partie ouest (Mirab) de l'ancienne province. Elle perd du territoire avec le détachement de la zone Kelam Welega probablement en 2007.

## Woredas
En 2006, l'Atlas of the Ethiopian Rural Economy mentionne vingt woredas dans la zone Mirab Welega  avant le transfert des woredas
Anfillo ,
Dale Sedi,
Gawo Dale,
Gidami,
Hawa Welele,
Jimma Horo,
Lalo Kile et 
Sayo
dans la zone Kelam Welega. Les douze woredas restants font l'objet de plusieurs subdivisions avant le recensement national de 2007.
En 2007 et jusque dans les années 2010, la zone est ainsi à nouveau composée de vingt woredas,, :
- Ayira[6]
- Babo[7]
- Begi
- Boji Chekorsa[8]
- Boji Dirmeji[8]
- Genji
- Gimbi
- Gimbi Town[9]
- Guliso[6]
- Haru
- Homa[10]
- Jarso
- Kiltu Kara[11]
- Kondala[12]
- Lalo Asabi
- Mana Sibu
- Nejo
- Nole Kaba
- Sayo Nole[13]
- Yubdo

Une liste récente montre que les villes de Mendi et Nejo ont désormais le statut de woreda sous le nom de Mendi Town et Nejo Town. La même liste mentionne un vingt-troisième woreda appelé Leta Sibu sans doute détaché de Nejo.

## Géographie
Limitrophe de la région Benishangul-Gumuz, la zone est bordée dans la région Oromia par les zones Kelam Welega, Illubabor et Buno Bedele.
Son chef-lieu Gimbi se trouve environ 420 km à l'ouest d'Addis-Abeba sur la route en direction d'Asosa et de Gambela. La bifurcation vers Asosa au nord-ouest ou vers Gambela au sud-ouest se trouve une quinzaine de kilomètres après Gimbi.
La zone est desservie par l'aéroport de Nejjo (en) et l'aéroport de Mendi, l'aéroport de Beica est abandonné[réf. souhaitée].
Elle appartient au bassin versant du Nil Bleu via la rivière Didessa et le Dabus[réf. souhaitée].
Une partie du parc national de Dati Wolel se trouve dans la zone.

## Démographie
D'après le recensement national réalisé par l'Agence centrale de la statistique d'Éthiopie, la zone compte 1 350 415 habitants en 2007 et 11 % de la population est urbaine.
L'oromo est la langue maternelle pour 97 % des habitants de la zone, le mao est la langue maternelle pour 1 % d'entre eux et l'amharique également pour 1 %. La majorité des habitants de la zone (60 %) sont protestants, 20 % sont orthodoxes et 20 % sont musulmans.
Toujours en 2007, la principale agglomération de la zone est Gimbi avec 30 981 habitants, suivie par Nejo avec 18 988 habitants et Mendi avec 14 008 habitants. Inango, Guliso et Bila dépassent 7 000 habitants à la même date.
| Woreda        | Population 2007 | Agglomérations en 2007, |
| ------------- | --------------- | ----------------------- |
| Ayira         | 47 537          | Ayira                   |
| Babo          | 60 513          | Debeqa                  |
| Begi          | 119 722         | Begi, Kokor             |
| Boji Chekorsa | 48 871          | Chekorsa                |
| Boji Dirmeji  | 42 813          | Bila                    |
| Genji         | 59 793          | Genji                   |
| Gimbi         | 74 623          |                         |
| Gimbi Town    | 30 981          | Gimbi                   |
| Guliso        | 69 856          | Guliso                  |
| Haru          | 67 262          | Guyi                    |
| Homa          | 24 557          | Homa                    |
| Jarso         | 48 561          | Geba Dafeno             |
| Kiltu Kara    | 51 800          | Qiltu Kara              |
| Kondala       | 96 253          | Geba Defeno             |
| Lalo Asabi    | 75 584          | Inango, Dengoro         |
| Mana Sibu     | 126 083         | Mendi                   |
| Nejo          | 130 909         | Nejo, Were Jiru, Gori   |
| Nole Kaba     | 59 826          | Debeso                  |
| Sayo Nole     | 76 013          | Bube                    |
| Yubdo         | 38 858          | Yubdo                   |

En 2022, la population de la zone est estimée à 1 987 182 personnes avec une densité de population de 183 personnes par km2 et 10 833 km2 de superficie.